# Roman Odzierzyński
Roman Władysław Odzierzyński (28. února 1892 Lvov – 9. července 1975 Londýn) byl polský voják a politik, premiér polské exilové vlády v letech 1950–1953.

## Život
Narodil se v rakouském záboru Polska. Vystudoval na Fakultě práva a politických věd Univerzity Františka Josefa ve Lvově. Titul doktora práv získal tamtéž v roce 1919, to již však v obnoveném Polsku, kdy škola nesla název Univerzita Jana Kazimierze ve Lvově.
Dne 1. října 1910 byl odveden do rakousko-uherské armády, kde absolvoval dělostřeleckou důstojnickou školu pro jednoleté dobrovolníky. Dne 2. srpna 1914 byl povolán k 11. pluku polních houfnic. Celou válku strávil jako palebný důstojník a velitel baterie v 11. pluku a později u 111. pluku polního dělostřelectva. Během služby v c. k. armádě byl povýšen až do hodnosti poručíka (1. srpna 1916).
Od 1. listopadu 1918 fakticky byl v polské armádě. Velel baterii při obraně Lvova. Formálně byl do polské armády přijat v roce 1919, přičemž mu byla uznána hodnost poručíka. Dne 8. ledna 1919 byl jmenován kapitánem. Během polsko-sovětské války velel divizi 3. pluku polního dělostřelectva, 17. divizi, 14. pluku polního dělostřelectva a 17. těžkému dělostřeleckému praporu. Dne 15. července 1920 získal hodnost majora, 31. března 1924 podplukovníka, 24. prosince 1929 plukovníka. Od dělostřelců přešel k protiletadlovému vojsku, německá agrese ho v roce 1939 zastihla v pozici velitele Výcvikového střediska protiletadlové a protiplynové obrany v Trauguttowě.
Po agresi Sovětů ustoupil se svými jednotkami 20. září 1939 na území Rumunska. V lednu 1940 uprchl do Francie, v srpnu 1940 byl přesunut do Británie. Odtud byl spolu se skupinou 200 důstojníků a kadetů přepraven do Iráku. V září 1942 převzal velení polské armádní dělostřelecké skupiny na východě. Dne 1. ledna 1943 byl povýšen do hodnosti brigádního generála. Po reorganizaci vojsk v červenci 1943 byl jmenován velitelem dělostřelectva 2. polského sboru. Po válce, 4. listopadu 1945, se vrátil do Británie, kde vzhledem k hegemonii komunistů v Polsku už zůstal.
Dne 7. dubna 1949 ho exilový prezident August Zaleski jmenoval ministrem národní obrany v exilové vládě a pověřil ho i řízením ministerstva vnitra. Dne 11. srpna 1950, po úmrtí premiéra Tadeusze Tomaszewského, byl pověřen povinnostmi předsedy vlády a řízením ministerstva financí a ministerstva spravedlnosti až do jmenování nové vlády. Dne 25. září 1950 byl jmenován novým premiérem, ministrem obrany a ministrem spravedlnosti. Dne 8. prosince 1953 ho prezident Zaleski ze všech těchto funkcí odvolal, byť své úřady řídil až do jmenování nové vlády 18. ledna 1954. V letech 1966–1968 byl členem tzv. Rady tří, která oponovala prezidentu Zaleskému, jenž odmítl odstoupit po vypršení sedmiletého mandátu.